# Ömnögovi
L'aïmag d'Ömnögovi (mongol : Өмнөговь Аймаг) est une des 21 provinces de Mongolie. Elle est située au sud du pays, dans le désert de Gobi, bordant la région autonome de Mongolie-Intérieure, située en Chine. Sa capitale est Dalanzadgad.
Le sous-sol de la province est riche en minéraux, notamment l'or et le cuivre.

## Subdivisions administratives

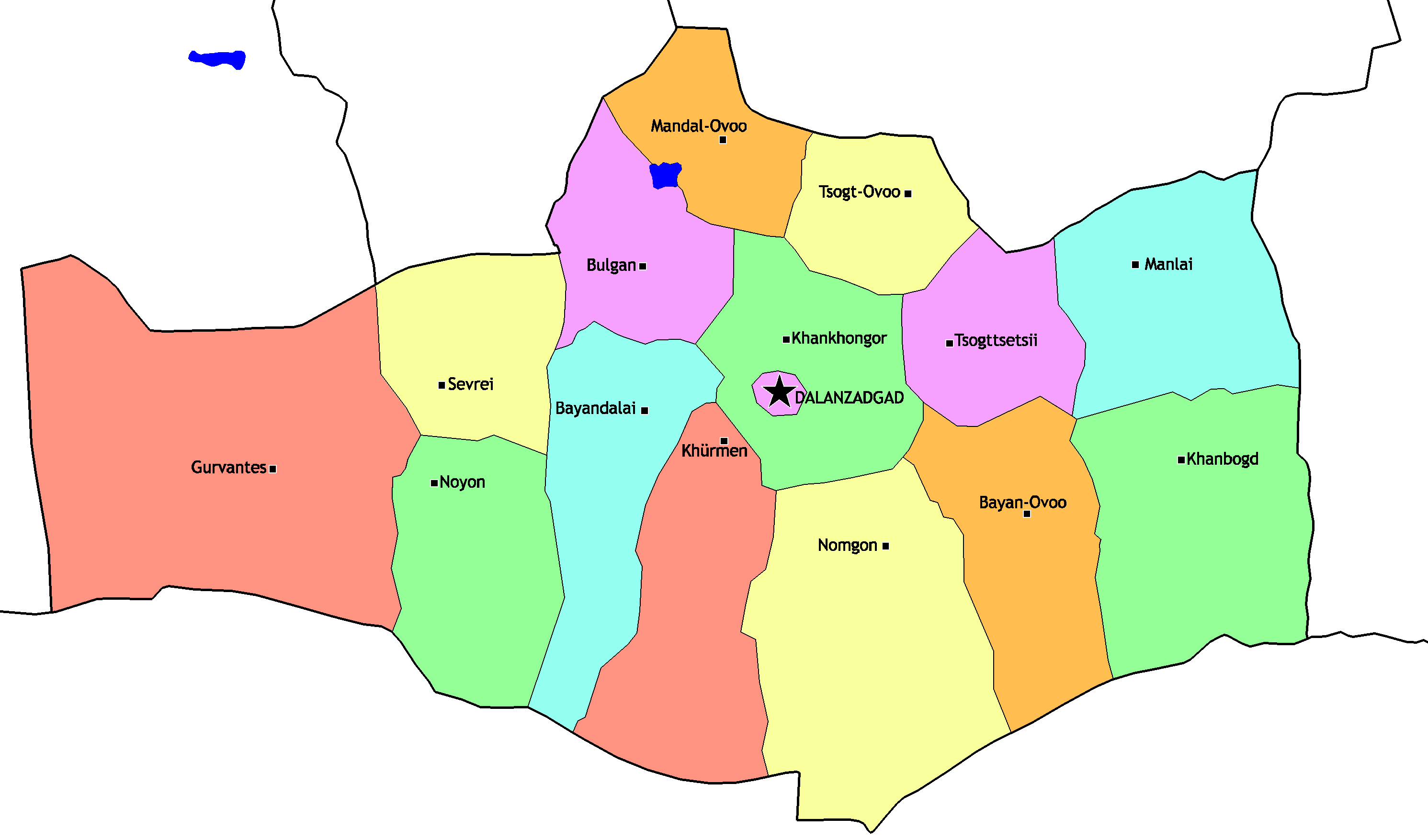
Carte administrative.

- Bayandalay
- Bayan-Ovoo
- Bulgan
- Dalanzadgad
- Gurvantes
- Hanbogd
- Hanhongor
- Hürmen
- Mandal-Ovoo
- Manlay
- Nomgon
- Noyon
- Sevrey
- Tsogt-Ovoo
- Tsogttsetsiy